# Oluf Lund Johansen
Oluf Lund Johansen (født 25. december 1891 i Slagelse, død 13. september 1975) var en dansk redaktør på Berlingske Tidende, med stor interesse i radio. Efter endt uddannelse i 1909 som telegraf blev han ansat i Telegrafvæsenet. I 1911-12 var Oluf Lund Johansen ansat i Store Nordiske Telegraf-Selskab i London, men vendte tilbage til Danmark og fik igen ansættelse hos Telegrafvæsenet indtil 1927. Han startede Københavns Telegrafskole i 1915. Han var tilknyttet Berlingske Tidende fra 1923-1971. Bl.a. som redaktør for radio og TV. Oluf Lund Johansen startede i 1929 Dansk Radio Hjælpefond og fik i 1939 Ridderkorset for sit arbejde med fonden. I 1957 blev han Ridder af 1. grad.  
Han udgav sin første bog "Kortfattet Vejledning i Radiotelegrafi" i 1915.. 
I 1925 udgav han ugebladet "Radiolytteren" og 1928 startede han Radiolytterens Forlag og udgav i årene 1924-1933 en række radioårbøger og radiohåndbøger. Herunder månedsbladet "Populær Radio". Især de to tidsskrifter gjorde Oluf Lund Johansen kendt i hele Danmark. 
I 1947 udgav han World Radio Handbook, som senere blev til World Radio TV Handbook (eller WRTH). Denne bog var på engelsk og gjorde ham kendt i hele verden.
I 1946 var Oluf Lund Johansen involveret i Carl Th. Dreyers restaurering af 2 stumfilm fra 1929 og 1932 om etableringen af Statsradiofonien (nu Danmarks Radio eller DR).. 
Oluf Lund Johansen var gift med Maren Marie Lange Loldrup og sammen fik de 5 døtre, bl.a. designeren Jette Viby.